# 李閒
李閒，山西高平人，进士出身、清朝政治人物。
嘉慶二十四年，登進士。咸丰九年四月二十六，由桂平梧郁盐法道道员升任廣西按察使。咸丰九年九月十三，由广西按察使升任廣西布政使。咸丰九年十月二十三日离职。